# 美豐里
美豐里為台灣新北市貢寮區轄下之里，面積12.3752平方公里。於本里雞母嶺街設有中途學校新北市立豐珠國民中小學，2001年就原澳底國小豐珠分校就地整建，改設獨立式中途學校。